# Saint-Julien-Molin-Molette
Saint-Julien-Molin-Molette település Franciaországban, Loire megyében. Lakosainak száma 1143 fő (2022. január 1.). Saint-Julien-Molin-Molette Saint-Jacques-d’Atticieux, Saint-Marcel-lès-Annonay, Savas, Bourg-Argental, Colombier és Saint-Appolinard községekkel határos.

## Népesség
A település népessége az elmúlt években az alábbi módon változott:
| Lakosok száma | 1285 | 1193 | 1067 | 1177 | 1235 | 1160 | 1147 | 1143 | 1146 | 1143 |
|               | 1968 | 1982 | 1990 | 2006 | 2013 | 2015 | 2017 | 2019 | 2020 | 2022 |